# 미얀마 축구 국가대표팀
미얀마 축구 국가대표팀(버마어: မြန်မာ အမျိုးသား ဘောလုံးအသင်း)은 미얀마를 대표하는 축구 국가대표팀으로 미얀마 축구 연맹에서 관리하며 '친테'라는 별칭으로 알려져 있다. 아시아에서 전력이 약한 팀들 중에 하나로 손꼽히지만 동남아시아 내에서는 그럭저럭 괜찮은 성과를 거두는 팀으로 1951년 3월 6일 이란과의 국제 경기 데뷔전을 치렀으며 보족 아웅산 스타디움, 자이 야티리 스타디움, 투완나 스타디움을 홈 구장으로 사용하고 있다.

## 국제 대회 경력

### FIFA 월드컵
2010년 FIFA 월드컵 아시아 지역 예선을 시작으로 월드컵 지역 예선에 꾸준히 출전하고 있으나 현재까지도 월드컵 본선 경험은 전무하며 그나마 2018년 FIFA 월드컵 아시아 지역 2차 예선 8경기에서도 2승 2무 4패·G조 4위로 미얀마 축구 역사상 월드컵 아시아 지역 예선 최고 성적을 남겼다.

### AFC 아시안컵
아시안컵 본선에는 1968년 대회에 유일하게 출전하여 이 대회에서 준우승을 차지하는 성과를 거두긴 했지만 이후의 아시안컵 본선 기록은 전무한 상태이다. 그나마 2019년 AFC 아시안컵 예선에서 2018년 월드컵 아시아 지역 2차 예선 전적을 포함해 4승 4무 6패(2019년 AFC 아시안컵 3차 예선 2승 2무 2패)를 기록하며 1968년 AFC 아시안컵 예선 이후 무려 51년만에 아시안컵 예선 최다 승점 기록을 경신했다.

### AFC 챌린지컵
대회 본선에는 3번 참가하여 이 중 2번의 대회(2008년, 2010년)에서 4위에 오르며 1968년 아시안컵 준우승 이후 AFC 주관 대회 최고 성적을 거두었고 마지막 대회에서는 1승 2패로 조별리그에서 탈락했다.

### AFF 챔피언십
AFF 챔피언십에는 14번 출전하여 이 가운데 2번의 대회(2004년, 2016년)에서 4강에 진출하는 저력을 보여주기도 했지만 이를 제외한 나머지 10번의 대회에서는 조별리그 문턱을 넘지 못했다.

### 아시안 게임
U-23 대표팀을 포함해 10번 출전하여 금메달 2개(1966년, 1970년), 동메달 1개(1954년)를 따냈고 나머지 7번의 대회에서는 모두 조별리그 탈락의 쓴 잔을 마셨으나 U-23 대표팀으로 출전한 2018년 대회에서 2002년 대회 챔피언인 이란을 F조 조별리그 최종전에서 2-0으로 꺾는 파란을 일으키며 1982년 대회 이후 36년만에 1승을 추가했다.

### 동남아시아 경기 대회
동남아시아 경기 대회에는 U-23 대표팀 전적을 비롯해 무려 28번 출전하였고 이 중 1965년부터 1973년 대회까지 5대회 연속 금메달을 거머쥐었고 1961년, 1993년, 2007년, 2015년 대회에서는 은메달을 목에 걸었으며 1975년, 1977년, 2011년 대회에서는 동메달을 수확했다.

### 하계 올림픽
미얀마의 올림픽 축구 본선 출전은 1972년 대회가 현재까지 유일무이하며 그 당시 1승 2패로 조별리그에서 탈락했지만 수단과의 조별리그 최종전에서 2-0으로 승리하며 올림픽 축구 역사상 첫 승을 기록했고 이 대회에서 페어플레이상까지 수상하는 영예를 안았다.

## 기타 국제 대회 경력
메르데카컵 국제축구대회에서는 4번의 우승을 차지했고 그 중 1967년 대회에서 공동 우승을 차지했다. 그리고 코리아컵 국제축구대회에서는 3번의 우승컵을 들어올렸고 그 중 2번은 공동 우승을 차지했으며 준우승과 3위를 각각 1번씩 기록했다. 그리고 자카르타 창립 기념대회에서는 4번의 우승과 1번의 준우승을 차지했고 미얀마 그랜드 로열 챌린지컵에서도 2번의 우승컵을 들어올렸으며 필리핀 피스컵에서는 2014년에 우승을 차지했고 2016년 아야뱅크컵에서는 3위를 차지했다.

## FIFA 월드컵
| FIFA 월드컵 본선 기록 | FIFA 월드컵 본선 기록 | FIFA 월드컵 본선 기록 | FIFA 월드컵 본선 기록 | FIFA 월드컵 본선 기록 | FIFA 월드컵 본선 기록 | FIFA 월드컵 본선 기록 | FIFA 월드컵 본선 기록 | FIFA 월드컵 본선 기록 | FIFA 월드컵 본선 기록 | FIFA 월드컵 예선 기록                       | FIFA 월드컵 예선 기록                       | FIFA 월드컵 예선 기록                       | FIFA 월드컵 예선 기록                       | FIFA 월드컵 예선 기록                       | FIFA 월드컵 예선 기록                       | FIFA 월드컵 예선 기록                       |
| 년도                  | 결과                  | 순위                  | 경기                  | 승                    | 무*                   | 패                    | 득점                  | 실점                  | 승점                  | 경기                                        | 승                                          | 무*                                         | 패                                          | 득점                                        | 실점                                        | 승점                                        |
| --------------------- | --------------------- | --------------------- | --------------------- | --------------------- | --------------------- | --------------------- | --------------------- | --------------------- | --------------------- | ------------------------------------------- | ------------------------------------------- | ------------------------------------------- | ------------------------------------------- | ------------------------------------------- | ------------------------------------------- | ------------------------------------------- |
| 1930년                | 독립 이전             | 독립 이전             | 독립 이전             | 독립 이전             | 독립 이전             | 독립 이전             | 독립 이전             | 독립 이전             | 독립 이전             | 독립 이전                                   | 독립 이전                                   | 독립 이전                                   | 독립 이전                                   | 독립 이전                                   | 독립 이전                                   | 독립 이전                                   |
| 1934년                | 독립 이전             | 독립 이전             | 독립 이전             | 독립 이전             | 독립 이전             | 독립 이전             | 독립 이전             | 독립 이전             | 독립 이전             | 독립 이전                                   | 독립 이전                                   | 독립 이전                                   | 독립 이전                                   | 독립 이전                                   | 독립 이전                                   | 독립 이전                                   |
| 1938년                | 독립 이전             | 독립 이전             | 독립 이전             | 독립 이전             | 독립 이전             | 독립 이전             | 독립 이전             | 독립 이전             | 독립 이전             | 독립 이전                                   | 독립 이전                                   | 독립 이전                                   | 독립 이전                                   | 독립 이전                                   | 독립 이전                                   | 독립 이전                                   |
| 1950년                | 기권                  | 기권                  | 기권                  | 기권                  | 기권                  | 기권                  | 기권                  | 기권                  | 기권                  | 기권                                        | 기권                                        | 기권                                        | 기권                                        | 기권                                        | 기권                                        | 기권                                        |
| 1954년                | 불참                  | 불참                  | 불참                  | 불참                  | 불참                  | 불참                  | 불참                  | 불참                  | 불참                  | 불참                                        | 불참                                        | 불참                                        | 불참                                        | 불참                                        | 불참                                        | 불참                                        |
| 1958년                | 불참                  | 불참                  | 불참                  | 불참                  | 불참                  | 불참                  | 불참                  | 불참                  | 불참                  | 불참                                        | 불참                                        | 불참                                        | 불참                                        | 불참                                        | 불참                                        | 불참                                        |
| 1962년                | 불참                  | 불참                  | 불참                  | 불참                  | 불참                  | 불참                  | 불참                  | 불참                  | 불참                  | 불참                                        | 불참                                        | 불참                                        | 불참                                        | 불참                                        | 불참                                        | 불참                                        |
| 1966년                | 불참                  | 불참                  | 불참                  | 불참                  | 불참                  | 불참                  | 불참                  | 불참                  | 불참                  | 불참                                        | 불참                                        | 불참                                        | 불참                                        | 불참                                        | 불참                                        | 불참                                        |
| 1970년                | 불참                  | 불참                  | 불참                  | 불참                  | 불참                  | 불참                  | 불참                  | 불참                  | 불참                  | 불참                                        | 불참                                        | 불참                                        | 불참                                        | 불참                                        | 불참                                        | 불참                                        |
| 1974년                | 불참                  | 불참                  | 불참                  | 불참                  | 불참                  | 불참                  | 불참                  | 불참                  | 불참                  | 불참                                        | 불참                                        | 불참                                        | 불참                                        | 불참                                        | 불참                                        | 불참                                        |
| 1978년                | 불참                  | 불참                  | 불참                  | 불참                  | 불참                  | 불참                  | 불참                  | 불참                  | 불참                  | 불참                                        | 불참                                        | 불참                                        | 불참                                        | 불참                                        | 불참                                        | 불참                                        |
| 1982년                | 불참                  | 불참                  | 불참                  | 불참                  | 불참                  | 불참                  | 불참                  | 불참                  | 불참                  | 불참                                        | 불참                                        | 불참                                        | 불참                                        | 불참                                        | 불참                                        | 불참                                        |
| 1986년                | 불참                  | 불참                  | 불참                  | 불참                  | 불참                  | 불참                  | 불참                  | 불참                  | 불참                  | 불참                                        | 불참                                        | 불참                                        | 불참                                        | 불참                                        | 불참                                        | 불참                                        |
| 1990년                | 불참                  | 불참                  | 불참                  | 불참                  | 불참                  | 불참                  | 불참                  | 불참                  | 불참                  | 불참                                        | 불참                                        | 불참                                        | 불참                                        | 불참                                        | 불참                                        | 불참                                        |
| 1994년                | 기권                  | 기권                  | 기권                  | 기권                  | 기권                  | 기권                  | 기권                  | 기권                  | 기권                  | 기권                                        | 기권                                        | 기권                                        | 기권                                        | 기권                                        | 기권                                        | 기권                                        |
| 1998년                | 불참                  | 불참                  | 불참                  | 불참                  | 불참                  | 불참                  | 불참                  | 불참                  | 불참                  | 불참                                        | 불참                                        | 불참                                        | 불참                                        | 불참                                        | 불참                                        | 불참                                        |
| 2002년                | 기권                  | 기권                  | 기권                  | 기권                  | 기권                  | 기권                  | 기권                  | 기권                  | 기권                  | 기권                                        | 기권                                        | 기권                                        | 기권                                        | 기권                                        | 기권                                        | 기권                                        |
| 2006년                | 출전 금지             | 출전 금지             | 출전 금지             | 출전 금지             | 출전 금지             | 출전 금지             | 출전 금지             | 출전 금지             | 출전 금지             | 실격                                        | 실격                                        | 실격                                        | 실격                                        | 실격                                        | 실격                                        | 실격                                        |
| 2010년                | 예선 탈락             | 예선 탈락             | 예선 탈락             | 예선 탈락             | 예선 탈락             | 예선 탈락             | 예선 탈락             | 예선 탈락             | 예선 탈락             | 2                                           | 0                                           | 0                                           | 2                                           | 0                                           | 11                                          | 0                                           |
| 2014년                | 예선 탈락             | 예선 탈락             | 예선 탈락             | 예선 탈락             | 예선 탈락             | 예선 탈락             | 예선 탈락             | 예선 탈락             | 예선 탈락             | 4                                           | 1                                           | 0                                           | 3                                           | 2                                           | 6                                           | 3                                           |
| 2018년                | 예선 탈락             | 예선 탈락             | 예선 탈락             | 예선 탈락             | 예선 탈락             | 예선 탈락             | 예선 탈락             | 예선 탈락             | 예선 탈락             | 8                                           | 2                                           | 2                                           | 4                                           | 9                                           | 21                                          | 8                                           |
| 2022년                | 예선 탈락             | 예선 탈락             | 예선 탈락             | 예선 탈락             | 예선 탈락             | 예선 탈락             | 예선 탈락             | 예선 탈락             | 예선 탈락             | 8                                           | 2                                           | 0                                           | 6                                           | 6                                           | 35                                          | 6                                           |
| 2026년                | 예선 탈락             | 예선 탈락             | 예선 탈락             | 예선 탈락             | 예선 탈락             | 예선 탈락             | 예선 탈락             | 예선 탈락             | 예선 탈락             | 8                                           | 1                                           | 2                                           | 5                                           | 8                                           | 29                                          | 5                                           |
| 합계                  |                       |                       |                       |                       |                       |                       |                       |                       |                       | 14                                          | 3                                           | 2                                           | 9                                           | 11                                          | 38                                          | 11                                          |
| 순위                  |                       |                       |                       |                       |                       |                       |                       |                       |                       | 월드컵 예선 승점 순위 : 180위 (아시아 37위) | 월드컵 예선 승점 순위 : 180위 (아시아 37위) | 월드컵 예선 승점 순위 : 180위 (아시아 37위) | 월드컵 예선 승점 순위 : 180위 (아시아 37위) | 월드컵 예선 승점 순위 : 180위 (아시아 37위) | 월드컵 예선 승점 순위 : 180위 (아시아 37위) | 월드컵 예선 승점 순위 : 180위 (아시아 37위) |

- 2002년 FIFA 월드컵 예선 기권으로 인해 2006년 FIFA 월드컵 예선에서 출전 금지 처리되었다.
- 2014년 FIFA 월드컵 예선에서 일어난 관중 난동으로 인해 FIFA로부터 2018년 FIFA 월드컵 예선 출전을 금지당하는 징계를 받았으나 월드컵 예선 홈 경기를 중립 지대에서 치르는 조건으로 징계를 철회했다.[1][2]

## AFC 아시안컵
| AFC 아시안컵 본선 기록 | AFC 아시안컵 본선 기록        | AFC 아시안컵 본선 기록        | AFC 아시안컵 본선 기록        | AFC 아시안컵 본선 기록        | AFC 아시안컵 본선 기록        | AFC 아시안컵 본선 기록        | AFC 아시안컵 본선 기록        | AFC 아시안컵 본선 기록        | AFC 아시안컵 본선 기록        | AFC 아시안컵 예선 기록 | AFC 아시안컵 예선 기록 | AFC 아시안컵 예선 기록 | AFC 아시안컵 예선 기록 | AFC 아시안컵 예선 기록 | AFC 아시안컵 예선 기록 | AFC 아시안컵 예선 기록 |
| 년도                   | 결과                          | 순위                          | 경기                          | 승                            | 무*                           | 패                            | 득점                          | 실점                          | 승점                          | 경기                   | 승                     | 무*                    | 패                     | 득점                   | 실점                   | 승점                   |
| ---------------------- | ----------------------------- | ----------------------------- | ----------------------------- | ----------------------------- | ----------------------------- | ----------------------------- | ----------------------------- | ----------------------------- | ----------------------------- | ---------------------- | ---------------------- | ---------------------- | ---------------------- | ---------------------- | ---------------------- | ---------------------- |
| 1956년                 | 기권                          | 기권                          | 기권                          | 기권                          | 기권                          | 기권                          | 기권                          | 기권                          | 기권                          | 기권                   | 기권                   | 기권                   | 기권                   | 기권                   | 기권                   | 기권                   |
| 1960년                 | 기권                          | 기권                          | 기권                          | 기권                          | 기권                          | 기권                          | 기권                          | 기권                          | 기권                          | 기권                   | 기권                   | 기권                   | 기권                   | 기권                   | 기권                   | 기권                   |
| 1964년                 | 기권                          | 기권                          | 기권                          | 기권                          | 기권                          | 기권                          | 기권                          | 기권                          | 기권                          | 기권                   | 기권                   | 기권                   | 기권                   | 기권                   | 기권                   | 기권                   |
| 1968년                 | 준우승                        | 2위                           | 4                             | 2                             | 1                             | 1                             | 5                             | 4                             | 7                             | 3                      | 3                      | 0                      | 0                      | 5                      | 0                      | 9                      |
| 1972년                 | 기권                          | 기권                          | 기권                          | 기권                          | 기권                          | 기권                          | 기권                          | 기권                          | 기권                          | 기권                   | 기권                   | 기권                   | 기권                   | 기권                   | 기권                   | 기권                   |
| 1976년                 | 기권                          | 기권                          | 기권                          | 기권                          | 기권                          | 기권                          | 기권                          | 기권                          | 기권                          | 기권                   | 기권                   | 기권                   | 기권                   | 기권                   | 기권                   | 기권                   |
| 1980년                 | 기권                          | 기권                          | 기권                          | 기권                          | 기권                          | 기권                          | 기권                          | 기권                          | 기권                          | 기권                   | 기권                   | 기권                   | 기권                   | 기권                   | 기권                   | 기권                   |
| 1984년                 | 기권                          | 기권                          | 기권                          | 기권                          | 기권                          | 기권                          | 기권                          | 기권                          | 기권                          | 기권                   | 기권                   | 기권                   | 기권                   | 기권                   | 기권                   | 기권                   |
| 1988년                 | 기권                          | 기권                          | 기권                          | 기권                          | 기권                          | 기권                          | 기권                          | 기권                          | 기권                          | 기권                   | 기권                   | 기권                   | 기권                   | 기권                   | 기권                   | 기권                   |
| 1992년                 | 불참                          | 불참                          | 불참                          | 불참                          | 불참                          | 불참                          | 불참                          | 불참                          | 불참                          | 불참                   | 불참                   | 불참                   | 불참                   | 불참                   | 불참                   | 불참                   |
| 1996년                 | 예선 탈락                     | 예선 탈락                     | 예선 탈락                     | 예선 탈락                     | 예선 탈락                     | 예선 탈락                     | 예선 탈락                     | 예선 탈락                     | 예선 탈락                     | 6                      | 2                      | 1                      | 3                      | 11                     | 20                     | 7                      |
| 2000년                 | 예선 탈락                     | 예선 탈락                     | 예선 탈락                     | 예선 탈락                     | 예선 탈락                     | 예선 탈락                     | 예선 탈락                     | 예선 탈락                     | 예선 탈락                     | 3                      | 2                      | 0                      | 1                      | 6                      | 4                      | 6                      |
| 2004년                 | 예선 탈락                     | 예선 탈락                     | 예선 탈락                     | 예선 탈락                     | 예선 탈락                     | 예선 탈락                     | 예선 탈락                     | 예선 탈락                     | 예선 탈락                     | 8                      | 3                      | 0                      | 5                      | 11                     | 18                     | 9                      |
| 2007년                 | 불참                          | 불참                          | 불참                          | 불참                          | 불참                          | 불참                          | 불참                          | 불참                          | 불참                          | AFC 챌린지컵 배정      | AFC 챌린지컵 배정      | AFC 챌린지컵 배정      | AFC 챌린지컵 배정      | AFC 챌린지컵 배정      | AFC 챌린지컵 배정      | AFC 챌린지컵 배정      |
| 2011년                 | 기권                          | 기권                          | 기권                          | 기권                          | 기권                          | 기권                          | 기권                          | 기권                          | 기권                          | 기권                   | 기권                   | 기권                   | 기권                   | 기권                   | 기권                   | 기권                   |
| 2015년                 | 예선 탈락                     | 예선 탈락                     | 예선 탈락                     | 예선 탈락                     | 예선 탈락                     | 예선 탈락                     | 예선 탈락                     | 예선 탈락                     | 예선 탈락                     | AFC 챌린지컵 배정      | AFC 챌린지컵 배정      | AFC 챌린지컵 배정      | AFC 챌린지컵 배정      | AFC 챌린지컵 배정      | AFC 챌린지컵 배정      | AFC 챌린지컵 배정      |
| 2019년                 | 예선 탈락                     | 예선 탈락                     | 예선 탈락                     | 예선 탈락                     | 예선 탈락                     | 예선 탈락                     | 예선 탈락                     | 예선 탈락                     | 예선 탈락                     | 14                     | 4                      | 4                      | 6                      | 19                     | 29                     | 16                     |
| 2023년                 | 예선 탈락                     | 예선 탈락                     | 예선 탈락                     | 예선 탈락                     | 예선 탈락                     | 예선 탈락                     | 예선 탈락                     | 예선 탈락                     | 예선 탈락                     | 8                      | 2                      | 0                      | 6                      | 6                      | 35                     | 6                      |
| 2027년                 | 미정                          | 미정                          | 미정                          | 미정                          | 미정                          | 미정                          | 미정                          | 미정                          | 미정                          | 8                      | 1                      | 2                      | 5                      | 8                      | 29                     | 5                      |
| 합계                   | 1회 진출(1/17)                | 준우승(1회)                   | 4                             | 2                             | 1                             | 1                             | 5                             | 4                             | 7                             | 34                     | 14                     | 5                      | 15                     | 52                     | 71                     | 47                     |
| 순위                   | AFC 아시안컵 역대 순위 : 20위 | AFC 아시안컵 역대 순위 : 20위 | AFC 아시안컵 역대 순위 : 20위 | AFC 아시안컵 역대 순위 : 20위 | AFC 아시안컵 역대 순위 : 20위 | AFC 아시안컵 역대 순위 : 20위 | AFC 아시안컵 역대 순위 : 20위 | AFC 아시안컵 역대 순위 : 20위 | AFC 아시안컵 역대 순위 : 20위 |                        |                        |                        |                        |                        |                        |                        |

## AFC 챌린지컵
| AFC 챌린지컵 기록 | AFC 챌린지컵 기록 | AFC 챌린지컵 기록 | AFC 챌린지컵 기록 | AFC 챌린지컵 기록 | AFC 챌린지컵 기록 | AFC 챌린지컵 기록 | AFC 챌린지컵 기록 | AFC 챌린지컵 기록 |
| 년도              | 결과              | 경기              | 승                | 무*               | 패                | 득점              | 실점              | 승점              |
| ----------------- | ----------------- | ----------------- | ----------------- | ----------------- | ----------------- | ----------------- | ----------------- | ----------------- |
| 2006년            | 참가 대상 아님    | 참가 대상 아님    | 참가 대상 아님    | 참가 대상 아님    | 참가 대상 아님    | 참가 대상 아님    | 참가 대상 아님    | 참가 대상 아님    |
| 2008년            | 4위               | 5                 | 2                 | 0                 | 3                 | 6                 | 7                 | 6                 |
| 2010년            | 4위               | 5                 | 2                 | 0                 | 3                 | 6                 | 10                | 6                 |
| 2012년            | 불참              | 불참              | 불참              | 불참              | 불참              | 불참              | 불참              | 불참              |
| 2014년            | 조별리그          | 3                 | 1                 | 0                 | 2                 | 3                 | 5                 | 3                 |
| 합계              | 4위(2회)          | 13                | 5                 | 0                 | 8                 | 15                | 22                | 15                |

## 하계 올림픽
| 올림픽 축구 기록 | 올림픽 축구 기록 | 올림픽 축구 기록 | 올림픽 축구 기록 | 올림픽 축구 기록 | 올림픽 축구 기록 | 올림픽 축구 기록 | 올림픽 축구 기록 | 올림픽 축구 기록 | 올림픽 축구 기록 |
| 년도             | 결과             | 순위             | 경기             | 승               | 무*              | 패               | 득점             | 실점             | 승점             |
| ---------------- | ---------------- | ---------------- | ---------------- | ---------------- | ---------------- | ---------------- | ---------------- | ---------------- | ---------------- |
| 1900년           | 독립 이전        | 독립 이전        | 독립 이전        | 독립 이전        | 독립 이전        | 독립 이전        | 독립 이전        | 독립 이전        | 독립 이전        |
| 1904년           | 독립 이전        | 독립 이전        | 독립 이전        | 독립 이전        | 독립 이전        | 독립 이전        | 독립 이전        | 독립 이전        | 독립 이전        |
| 1908년           | 독립 이전        | 독립 이전        | 독립 이전        | 독립 이전        | 독립 이전        | 독립 이전        | 독립 이전        | 독립 이전        | 독립 이전        |
| 1912년           | 독립 이전        | 독립 이전        | 독립 이전        | 독립 이전        | 독립 이전        | 독립 이전        | 독립 이전        | 독립 이전        | 독립 이전        |
| 1920년           | 독립 이전        | 독립 이전        | 독립 이전        | 독립 이전        | 독립 이전        | 독립 이전        | 독립 이전        | 독립 이전        | 독립 이전        |
| 1924년           | 독립 이전        | 독립 이전        | 독립 이전        | 독립 이전        | 독립 이전        | 독립 이전        | 독립 이전        | 독립 이전        | 독립 이전        |
| 1928년           | 독립 이전        | 독립 이전        | 독립 이전        | 독립 이전        | 독립 이전        | 독립 이전        | 독립 이전        | 독립 이전        | 독립 이전        |
| 1936년           | 독립 이전        | 독립 이전        | 독립 이전        | 독립 이전        | 독립 이전        | 독립 이전        | 독립 이전        | 독립 이전        | 독립 이전        |
| 1948년           | 불참             | 불참             | 불참             | 불참             | 불참             | 불참             | 불참             | 불참             | 불참             |
| 1952년           | 불참             | 불참             | 불참             | 불참             | 불참             | 불참             | 불참             | 불참             | 불참             |
| 1956년           | 불참             | 불참             | 불참             | 불참             | 불참             | 불참             | 불참             | 불참             | 불참             |
| 1960년           | 불참             | 불참             | 불참             | 불참             | 불참             | 불참             | 불참             | 불참             | 불참             |
| 1964년           | 진출 실패        | 진출 실패        | 진출 실패        | 진출 실패        | 진출 실패        | 진출 실패        | 진출 실패        | 진출 실패        | 진출 실패        |
| 1968년           | 기권             | 기권             | 기권             | 기권             | 기권             | 기권             | 기권             | 기권             | 기권             |
| 1972년           | 조별리그         | 9위              | 3                | 1                | 0                | 2                | 2                | 2                | 3                |
| 1976년           | 진출 실패        | 진출 실패        | 진출 실패        | 진출 실패        | 진출 실패        | 진출 실패        | 진출 실패        | 진출 실패        | 진출 실패        |
| 1980년           | 진출 실패        | 진출 실패        | 진출 실패        | 진출 실패        | 진출 실패        | 진출 실패        | 진출 실패        | 진출 실패        | 진출 실패        |
| 1984년           | 불참             | 불참             | 불참             | 불참             | 불참             | 불참             | 불참             | 불참             | 불참             |
| 1988년           | 진출 실패        | 진출 실패        | 진출 실패        | 진출 실패        | 진출 실패        | 진출 실패        | 진출 실패        | 진출 실패        | 진출 실패        |
| 합계             | 1회 진출(1/18)   | 조별리그(1회)    | 3                | 1                | 0                | 2                | 2                | 2                | 3                |

## 아시안 게임
| 아시안 게임 기록 | 아시안 게임 기록 | 아시안 게임 기록 | 아시안 게임 기록 | 아시안 게임 기록 | 아시안 게임 기록 | 아시안 게임 기록 | 아시안 게임 기록 | 아시안 게임 기록 | 아시안 게임 기록 |
| 년도             | 결과             | 순위             | 경기             | 승               | 무*              | 패               | 득점             | 실점             | 승점             |
| ---------------- | ---------------- | ---------------- | ---------------- | ---------------- | ---------------- | ---------------- | ---------------- | ---------------- | ---------------- |
| 1951년           | 1라운드          | 5위              | 1                | 0                | 0                | 1                | 0                | 2                | 0                |
| 1954년           | 동메달           | 3위              | 4                | 2                | 2                | 0                | 10               | 8                | 8                |
| 1958년           | 조별리그         | 11위             | 2                | 0                | 0                | 2                | 4                | 7                | 0                |
| 1962년           | 기권             | 기권             | 기권             | 기권             | 기권             | 기권             | 기권             | 기권             | 기권             |
| 1966년           | 금메달           | 우승             | 6                | 4                | 2                | 0                | 8                | 3                | 14               |
| 1970년           | 금메달           | 우승*            | 7                | 4                | 2                | 1                | 9                | 5                | 14               |
| 1974년           | 8강              | 7위              | 6                | 2                | 1                | 3                | 14               | 13               | 7                |
| 1978년           | 조별리그         | 12위             | 2                | 0                | 0                | 2                | 1                | 5                | 0                |
| 1982년           | 조별리그         | 12위             | 3                | 1                | 0                | 2                | 3                | 8                | 3                |
| 1986년           | 불참             | 불참             | 불참             | 불참             | 불참             | 불참             | 불참             | 불참             | 불참             |
| 1990년           | 불참             | 불참             | 불참             | 불참             | 불참             | 불참             | 불참             | 불참             | 불참             |
| 1994년           | 조별리그         | 16위             | 3                | 0                | 1                | 2                | 2                | 9                | 1                |
| 1998년           | 기권             | 기권             | 기권             | 기권             | 기권             | 기권             | 기권             | 기권             | 기권             |
| 합계             | 9회 출전(9/17)   | 우승(2회)        | 34               | 13               | 8                | 13               | 51               | 60               | 47               |

- *: 공동 우승을 나타낸다.

## 동남아시아 축구 선수권 대회
| AFF 스즈키컵 기록 | AFF 스즈키컵 기록 | AFF 스즈키컵 기록 | AFF 스즈키컵 기록 | AFF 스즈키컵 기록 | AFF 스즈키컵 기록 | AFF 스즈키컵 기록 | AFF 스즈키컵 기록 | AFF 스즈키컵 기록 | AFF 스즈키컵 기록 |
| 년도              | 결과              | 순위              | 경기              | 승                | 무*               | 패                | 득점              | 실점              | 승점              |
| ----------------- | ----------------- | ----------------- | ----------------- | ----------------- | ----------------- | ----------------- | ----------------- | ----------------- | ----------------- |
| 1996년            | 조별리그          | 6위               | 4                 | 2                 | 0                 | 2                 | 11                | 12                | 6                 |
| 1998년            | 조별리그          | 5위               | 3                 | 1                 | 1                 | 1                 | 8                 | 9                 | 4                 |
| 2000년            | 조별리그          | 6위               | 3                 | 1                 | 0                 | 2                 | 4                 | 8                 | 3                 |
| 2002년            | 조별리그          | 5위               | 4                 | 2                 | 1                 | 1                 | 13                | 5                 | 7                 |
| 2004년            | 준결승            | 4위               | 7                 | 3                 | 1                 | 3                 | 12                | 12                | 10                |
| 2007년            | 조별리그          | 6위               | 3                 | 0                 | 3                 | 0                 | 1                 | 1                 | 3                 |
| 2008년            | 조별리그          | 6위               | 3                 | 1                 | 0                 | 2                 | 4                 | 8                 | 3                 |
| 2010년            | 조별리그          | 7위               | 3                 | 0                 | 1                 | 2                 | 2                 | 9                 | 1                 |
| 2012년            | 조별리그          | 8위               | 3                 | 0                 | 1                 | 2                 | 1                 | 7                 | 1                 |
| 2014년            | 조별리그          | 7위               | 3                 | 0                 | 1                 | 2                 | 2                 | 6                 | 1                 |
| 2016년            | 준결승            | 4위               | 5                 | 2                 | 0                 | 3                 | 5                 | 9                 | 6                 |
| 합계              | 11회 출전(11/11)  | 준결승(2회)       | 41                | 12                | 9                 | 20                | 63                | 86                | 45                |

## 주요 선수
- 카우 진 흐텟
- 자우 민툰
- 다비드 흐탄
- 마웅 마웅 르윈
- 흘라잉 보보
- 아웅 투
- 탄 파잉
- 수안 람망
- 키이 린
- 얀 아웅 카우
- 쪼 꼬 꼬

## 역대 감독
| 감독                | 임기        |
| ------------------- | ----------- |
| 장경환              | 1985 ~ 1986 |
| 라토미르 두이코비치 | 1996 ~ 1997 |
| 박성화              | 2011 ~ 2013 |
| 우키 데쓰로         | 2023 ~      |

## 같이 보기
- 미얀마 U-23 축구 국가대표팀
- 미얀마 여자 축구 국가대표팀